# 올가 알렉산드로브나 여대공
올가 알렉산드로브나 여대공(러시아어: О́льга Алекса́ндровна, 1882년 6월 13일 ~ 1960년 11월 24일)는 제정 러시아의 황족으로, 차르 알렉산드르 3세의 막내딸이자 니콜라이 2세의 여동생이다.
올덴부르크 공작인 표트르 알렉산드로비치와 결혼하였으나 이혼한 뒤 평민인 니콜라이 쿨리코브스키와 결혼해 두 아들을 두었다. 러시아 혁명이 발발하자 러시아를 떠나 어머니 마리야 표도로브나 황후와 함께 외가인 덴마크에 정착했으나, 어머니가 사망하자 캐나다로 이주하여 그곳에서 여생을 보냈다.
사교계와 거리를 두었던 니콜라이 2세와 알렉산드라 표도로브나 황후 부부의 신임을 받았던 소수의 황족 중 한 명으로, 조카들인 OTMA와도 친밀한 관계를 유지한 것으로 알려져 있다. 그런 연유로 황실의 몰락 이후 각지에서 창궐했던 황족 사칭자들에게도 관심이 많아, 아나스타샤 여대공을 사칭했으며 사칭자들 중 가장 유명했던 인물인 애나 앤더슨을 베를린에서 직접 만나보고 기록을 남기기도 하였다.

## 참고 문헌
- Vorres, Ian (2001) [1964] The Last Grand Duchess. Toronto: Key Porter Books.